# Primrose Lake
Der Primrose Lake ist ein See an der Grenze der beiden Prärieprovinzen Saskatchewan und Alberta in Kanada. 

## Lage
Der Primrose Lake besitzt eine Wasserfläche von 436 km². 15 km südlich liegt der etwas kleinere Cold Lake. Am Primrose Lake befindet sich auch ein militärischer Raketenstartplatz. Zwischen 1970 und 1981 wurde dieses Standort für den Start von Höhenforschungsraketen der Typen Super Loki und Arcas genutzt worden.